# Provadijska Reka
Provadijska Reka (bulgariska: Провадийска Река) är ett vattendrag i Bulgarien.   Det ligger i regionen Oblast Varna, i den östra delen av landet, 400 km öster om huvudstaden Sofia.
Trakten runt Provadijska Reka består till största delen av jordbruksmark. Runt Provadijska Reka är det ganska glesbefolkat, med 38 invånare per kvadratkilometer.